# 20488 Pic-du-Midi
Pic-du-Midi (asteróide 20488) é um asteróide da cintura principal, a 2,3149795 UA. Possui uma excentricidade de 0,1529772 e um período orbital de 1 650,33 dias (4,52 anos).
Pic-du-Midi tem uma velocidade orbital média de 18,01634645 km/s e uma inclinação de 7,0315º.